# 元町映画館
元町映画館（もとまちえいがかん）は、兵庫県神戸市中央区の元町4丁目商店街にある映画館（ミニシアター）。運営は一般社団法人元町映画館であり、コミュニティシネマのひとつとされる。かつて元町2丁目に存在した「元映」とは無関係。

## 沿革
- 2010年 - 開館

## データ
- 所在地：兵庫県神戸市中央区元町通4丁目1-12
- アクセス : JR東海道本線（神戸線）・阪神本線元町駅から南西に徒歩6分、または神戸高速鉄道花隈駅から南東に徒歩6分、または神戸市営地下鉄海岸線みなと元町駅から北に徒歩1分
- 座席数：66席
- 支配人 : 林未来

## 歴史
2000年、小児科医の堀忠は元町4丁目商店街の閉店したパチンコ屋を購入し、テナントからの賃貸収入で借金を返済しつつ映画館開館の準備を進めた。そのテナントが撤退したことで映画館設立の準備を本格化させ、一般社団法人元町映画館を設立。ペンキ塗り・カーペット貼り・カーテン縫いなどは自らで行い、映写機・スピーカー・座席などはすべて閉館した映画館から譲り受けた。黄緑色は六甲山、赤色は神戸ポートタワーを表したロゴを作成した。
2010年8月21日に元町映画館が開館。初日の上映作品は『狙った恋の落とし方』と『赤毛のアン グリーンゲーブルズへの道』。上映作品は洋画・邦画を問わず、大手配給会社公開作品から『エル・トポ』『息もできない』『スプリング・フィーバー』などのミニシアター系作品まで幅広く公開している。『ザ・コーヴ』『靖国 YASUKUNI』など論争となりかねない作品を上映する際には、上映後に講演会やトークショーで補足説明を行うことが多い。